# Capucin à dos marron
Lonchura malacca
Espèce
Statut de conservation UICN

 LC  : Préoccupation mineure
Le Capucin à dos marron ou capucin de l'Inde (Lonchura malacca) est une espèce de passereaux appartenant à la famille des Estrildidae.

## Répartition
On trouve à l'origine cet oiseau en Inde et au Sri Lanka

## Description
Ce capucin mesure 11,5 cm de long. 
Il a la tête, le cou et la poitrine noirs, le dessous blanc, le dos, les ailes et les flancs roux canelle.

## Liste des sous-espèces
Selon NCBI (10 juil. 2011) :
- sous-espèce Lonchura malacca malacca
- sous-espèce Lonchura malacca sinensis